# Ropalidia nigrescens
Ropalidia nigrescens är en getingart som beskrevs av Vecht 1962. Ropalidia nigrescens ingår i släktet Ropalidia och familjen getingar. Inga underarter finns listade i Catalogue of Life.